# Тиранчик багійський
Тира́нчик багійський (Phylloscartes beckeri) — вид горобцеподібних птахів родини тиранових (Tyrannidae). Ендемік Бразилії.

## Опис
Довжина птаха становить 11,5-12 см, вага 7,5-9 г. Верхня частина тіла оливково-зелена, на тімені сірувата пляма. Навколо очей вузькі жовтувато-коричневі кільця. Над очима короткі кремові "брови". Скроні жовутуваті, на скронях темні плями у формі півмісяця. Гроло і груди білувато-жовті, живіт жовтуватий, боки з оливковим відтінком. На крилах жовтуваті смужки, махові пера мають оливкові края.

## Поширення і екологія
Багійські тиранчики локально поширені на південному сході Бразилії, на південному сході штату Баїя та на крайньому північному заході штату Мінас-Жерайс. Вони живуть у вологих гірських атлантичних лісах, зустрічаються на висоті від 800 до 1200 м над землею, парами або невеликими сімейними зграйками. Живляться комахами, яких ловлять на висоті від 6 до 12 м над землею.

## Збереження
МСОП класифікує цей вид як такий, що перебуває під загрозою зникнення. За оцінками дослідників, популяція багійських тиранчиків становить від 3050 до 15000 птахів. Їм загрожує знищення природного середовища.